# Eriosyce tenebrica
Eriosyce tenebrica ist eine Pflanzenart in der Gattung Eriosyce aus der Familie der Kakteengewächse (Cactaceae). Das Artepitheton tenebrica stammt aus dem Lateinischen, bedeutet ‚dunkel‘ und verweist auf die Farbe der Triebe der Art.

## Beschreibung
Eriosyce tenebrica wächst mit etwas kugelförmigen bis abgeflachten, schwärzlich braunen Trieben und erreicht Durchmesser von 2 bis 4 Zentimeter. Die Wurzel ist eine lange, konische Pfahlwurzel. Es sind zwölf Rippen vorhanden, die in Höcker untergliedert sind. Die darauf befindlichen Areolen sind nicht eingesenkt. Die drei bis sechs, dünnen Randdornen sind 1 bis 2 Millimeter lang.
Die trichterförmigen, gelben bis hell rötlichbraunen Blüten erscheinen aus jungen Areolen und weisen einen Durchmesser von 3 bis 5 Zentimeter auf. Ihr Perikarpell und die Blütenröhre sind mit langer, flauschiger Wolle und zahlreichen Borsten besetzt. Die verlängerten, trockenen Früchte öffnen sich mit einer basalen Pore.

## Verbreitung und Systematik
Eriosyce tenebrica ist im Inland der chilenischen Regionen Atacama und Coquimbo verbreitet.
Die Erstbeschreibung als Thelocephala tenebrica erfolgte 1980 durch Friedrich Ritter. Fred Kattermann stellte die Art 1994 in die Gattung Eriosyce. Weitere nomenklatorische Synonyme sind Eriosyce napina subsp. tenebrica (F.Ritter) Ferryman (2003) und Eriosyce napina var. tenebrica (F.Ritter) Romulski (2007).

## Nachweise